# NGC 3126
NGC 3126 је спирална галаксија у сазвежђу Мали лав која се налази на NGC листи објеката дубоког неба.
Деклинација објекта је + 31° 51' 49" а ректасцензија 10h 8m 20,6s. Привидна величина (магнитуда) објекта NGC 3126 износи 12,7 а фотографска магнитуда 13,5. NGC 3126 је још познат и под ознакама UGC 5466, MCG 5-24-19, CGCG 153-23, KARA 400, IRAS 10054+3206, PGC 29484.